# Pachycreadium gastrocotylum
Pachycreadium gastrocotylum är en plattmaskart. Pachycreadium gastrocotylum ingår i släktet Pachycreadium och familjen Opistholebetidae. Inga underarter finns listade i Catalogue of Life.